# Le Cloître-Saint-Thégonnec
 Le Cloître-Saint-Thégonnec  (en bretón Ar C'hloastr-Plourin) es una población y comuna francesa, situada en la región de Bretaña, departamento de Finisterre, en el distrito de Morlaix y cantón de Saint-Thégonnec.

## Demografía
| 647 | 566 | 518 | 561 | 566 | 569 |
| Para los censos de 1962 a 1999 la población legal corresponde a la población sin duplicidades (Fuente: INSEE [Consultar]) |     |     |     |     |     |